# Hornera
Hornera is een geslacht van mosdiertjes uit de familie van de Horneridae. De wetenschappelijke naam ervan werd in 1821 voor het eerst geldig gepubliceerd door Lamouroux.

## Soorten
- Hornera americana d'Orbigny, 1842
- Hornera antarctica Waters, 1904
- Hornera australis Kirchenpauer, 1869
- Hornera brancoensis Calvet, 1907
- Hornera caespitosa Busk, 1875
- Hornera cerviformis Ortmann, 1890
- Hornera erugata Hayward & Cook, 1983
- Hornera falklandica Borg, 1944
- Hornera foliacea (MacGillivray, 1869)
- Hornera frondiculata (Lamarck, 1816)
- Hornera galeata Smitt, 1872
- Hornera jeongsangi Zágoršek, Chae, Min, Yang & Seo, 2017
- Hornera lasarevi Androsova, 1968
- Hornera lichenoides (Linnaeus, 1758)
- Hornera mediterranea Harmelin, 2020
- Hornera pectinata Busk, 1861
- Hornera pseudolichenoides Gontar, 1996
- Hornera ramosa MacGillivray, 1887
- Hornera robusta MacGillivray, 1883
- Hornera rugulosa Jullien, 1882
- Hornera smitti Borg, 1944
- Hornera versipalma (Lamarck, 1816)

### Taxon inquirendum
- Hornera parasitica (Kirchenpauer, 1869)
- Hornera serrata Meneghini, 1848

### Synoniemen
- Hornera spinigera Kirkpatrick, 1888 => Spinihornera spinigera (Kirkpatrick, 1888)
- Hornera violacea Sars, 1863 => Stigmatoechos violacea (M.Sars, 1863)